# Télécabine de Beauregard
Ne doit pas être confondu avec Téléphérique de Beauregard.
Le télécabine de Beauregard est une remontée mécanique de type télécabine débrayable qui se trouve en France, en Haute-Savoie, dans la station de sports d'hiver de La Clusaz. Elle part du centre du village, à côté du front de neige et de la patinoire, pour gagner la pointe de Beauregard, extrémité orientale du plateau du même nom où se trouvent des pistes de ski alpin et nordique ainsi que trois téléskis.
Construit en 2003, il remplace un téléphérique datant de 1955.